# 4 Force
4 Force è il quarto album in studio del gruppo musicale giapponese Every Little Thing, pubblicato nel 2001.

## Tracce
1. Graceful World
2. Jirenma (Album Mix)
3. Ai no Kakera (愛のカケラ)
4. Good For Nothing
5. Azayaka na Mono (鮮やかなもの)
6. Sweetaholic Girl
7. Home Sweet Home
8. Fragile
9. No Limit
10. Force of Heart
11. One